# Danny Strong (basket-ball)
Pour les articles homonymes, voir Strong.
Danny Strong, né le 18 janvier 1975 à Denville, New Jersey (États-Unis), est un joueur de basket-ball professionnel américain. Il mesure 1,98 m. Il est marié avec Allison Feaster.

## High School
- ???? - 1993 :  Great Falls HS

## Collège
- 1993 - 1994 :  Lake City CC
- 1994 - 1995 :  Spartanburg Methodist JC

## Université
- 1995 - 1997 :  Wolfpack de North Carolina State (NCAA)

## Clubs
- 1997 - 1998 :  Bree (Division 1)
- 1998 - 1999 :  Aveiro (1re division)
- 1999 - 2000 :  Le Havre (Pro B)
- 2000 - 2005 :  Gravelines (Pro A)
- 2005 - 2006 :  Fuenlabrada (Liga ACB)
- 2006 - 2007 :  Avellino (Lega A)
- 2007 - 2008 :  Leon (Liga ACB)
- 2008 - 2009 :  Le Havre (Pro A)
- 2010 - 2011 :  GET Vosges (N1)

## Palmarès
- Vainqueur de la Coupe de France en 2005

- Finaliste du championnat de France Pro A en 2004

- Finaliste de la Coupe de France en 2004

- Finaliste de la Semaine des As en 2005